# Аструп, Николай
Николай Аструп (норв. Nikolai Astrup, 30 августа 1880, Бремангер — 21 января 1928, Фёрде) — норвежский художник. Считается, что работы Аструпа наиболее глубоко выразили идентичность Западной Норвегии.

## Биография

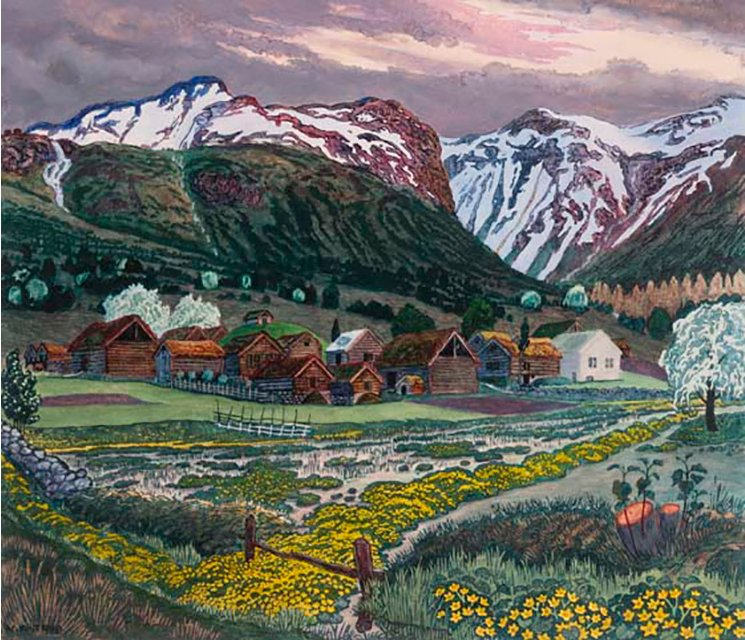
Белая ночь

Николай Аструп родился в 1880 году в Бремангере в Западной Норвегии в семье священника. В 1883 году его отец, Кристиан Аструп, был назначен викарием в Йёльстер, и вся семья переехала туда. В 1895 году Аструп приехал в Тронхейм, где поступил в классическую гимназию. В 1897 году вернулся в Йёльстер, где выполнял роль домашнего учителя для своих братьев и сестёр. В это время он начал заниматься живописью, не имея никакого формального образования и будучи самоучкой.
В 1899 году Аструп поступил в художественную школу в Христиании, потом начал брать уроки в частной школе, организованной художницей Харриет Баккер. В 1901 году он окончил школу и получил стипендию, давшую ему право на поездку по Европе. В рамках этой поездки он посетил Любек, Гамбург, Дрезден, Берлин и Мюнхен. В декабре Аструп приехал в Париж и начал учиться в художественной академии у норвежского художника Кристиана Крога. В 1902 году он вернулся в Норвегию и поселился в Йёльстере, где жил большую часть времени до 1911 года. При этом он выставлялся: так, в 1905 году в Христиании прошла его первая первоначальная выставка, вызвавшая благожелательные отзывы критики, а одна из его картин в том же году была приобретена Национальной галереей. В 1907 году Николай Аструп женился на Энгель Сунде. У них было восемь детей — пять мальчиков и три девочки.
Кроме первой персональной выставки Аструпа 1905 года, при его жизни прошли ещё две его персональные выставки: в Бергене в 1908 году и в Христиании в 1911 году. Обе были встречены художественной критикой с энтузиазмом. В 1908 году он посетил Лондон, в 1911 — Берлин, в 1916 — в Копенгаген и Стокгольм (где встретился с принцем Евгением), а в 1922-23 — с семьёй в Алжир через Германию и Италию, с остановкой в Париже на обратном пути. 21 января 1928 года Аструп, страдавший большую часть жизни от астмы, скончался от воспаления лёгких в возрасте 47 лет.
В 1967 году муниципалитет Йёльстера выкупил бывшую ферму Аструпа на берегу озера Йёльставатн, в которой был организован музей художника.

## Творчество

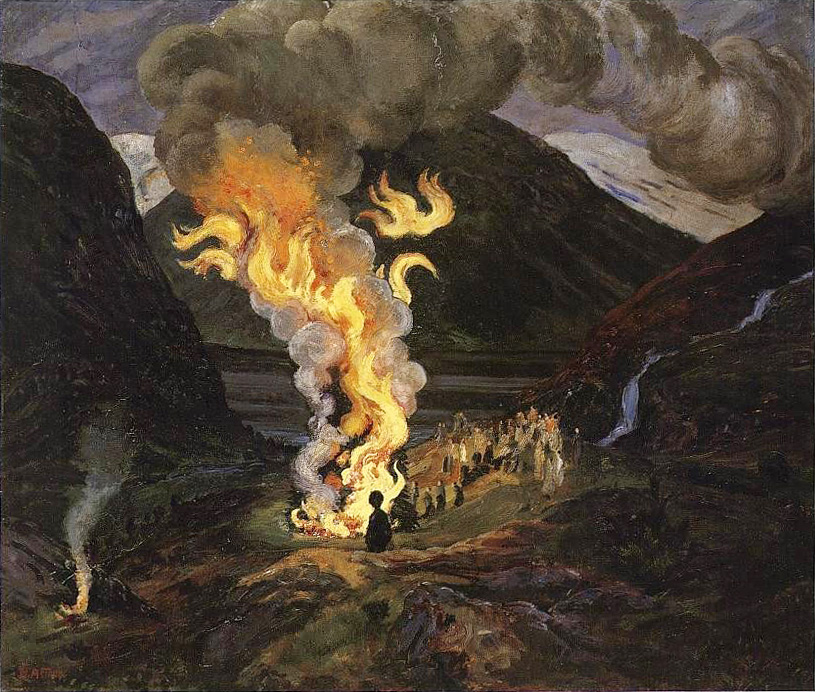
Праздник Ивана Купалы

Наследие художника составляют живописные и графические работы. Многие сюжеты многократно повторяются и взяты из окрестностей дома художника в Йёльстере. Для Аструпа характерно соединение реальных пейзажей с фантастическими элементами — так, горы и деревья часто принимают в его произведениях антропоморфные формы. Другим частым мотивом его произведений, многократно повторяющимся, является праздник с разведённым костром на дальнем плане, который наблюдает сидящий спиной на переднем плане человек — часто ребёнок, ассоциируемый с самим художником.
Стиль Аструпа своеобразен и не имеет аналогий в современном ему норвежском искусстве.